# Murray (fleuve de Nouvelle-Zélande)
Pour les articles homonymes, voir Murray River et Murray.
Le fleuve Murray  (en anglais : Murray River)  est un cours d’eau mineur de Île Stewart/Rakiura de la Nouvelle-Zélande.
Elle entre dans la mer au niveau du  Détroit de Foveaux sur le côté est de l’île
.